# Jacob Nettey
Jacob Nettey (né le 25 janvier 1976 au Ghana) est un footballeur international ghanéen, qui évoluait au poste de gardien de but.

## Biographie

### Carrière en sélection
Avec l'équipe du Ghana, il joue 30 matchs (pour aucun but inscrit) entre 1995 et 2001. Il figure notamment dans le groupe des sélectionnés lors de la CAN de 2000.
Il participe également aux Jeux olympiques de 1996.

## Palmarès
Hearts of Oak
| - Championnat du Ghana (6) : - Champion : 1996-97, 1997-98, 1999, 2000, 2001 et 2002. - Coupe du Ghana (3) : - Vainqueur : 1995-96, 1996-97 et 1999-00. - Finaliste : 1994-95. - Supercoupe du Ghana (2) : - Vainqueur : 1997 et 1998. |  | - Ligue des champions de la CAF (1) : - Vainqueur : 2000. - Supercoupe de la CAF (1) : - Vainqueur : 2001. |